# إنترناشيونال سوبر ستار سوكر 98
إنترناشيونال سوبر ستار سوكر 98 (بالإنجليزية: International Superstar Soccer 98)‏ ، هي لعبة فيديو من نوع رياضة كرة القدم ، أنتجت عام 1998م ونشرها شركة كونامي اليابانية.

## القوائم الرئيسية
- طور المباراة الودية (Exhibition Mode): بحيث يتمكن اللاعب لمواجهة المنافس الإلكتروني (CPU) أو مع أكثر من لاعب.
- طور الدوري (League Mode): يشارك فيه 16 منتخباً لبطولة الدوري.
- طور الكأس (Cup Mode): يشارك فيه بطولات قارية.
- طور كل النجوم (All Star Match): يشارك فيه نجوم منقسمة إلى منتخبين ، منتخب نجوم أوروبا ومنتخب نجوم العالم.
- طور ركلات الترجيح (Penalty Kick): هي القسم مخصصة لتسديد ركلات الجزاء.
- طور التدريب (Training): هي طور التدريب للاعب والتي تشمل تدريب التسديد في ضربة حرة ، وضربة الزاوية وتدريبات حرة.

## مصدر
1. ↑  Fiche du jeu sur Gamekult . نسخة محفوظة 12 سبتمبر 2009 على موقع واي باك مشين.

## وصلات خارجية
- إنترناشيونال سوبر ستار سوكر 98 على موبي غيمز